# Nichoir
 (mars 2014).
Si vous disposez d'ouvrages ou d'articles de référence ou si vous connaissez des sites web de qualité traitant du thème abordé ici, merci de compléter l'article en donnant les références utiles à sa vérifiabilité et en les liant à la section « Notes et références ».
 (juillet 2014).
- Si vous ne connaissez pas le sujet, laissez ce bandeau (vous pouvez alors contacter les auteurs).
- Si vous supprimez le contenu mis en cause (vous pouvez préalablement contacter les auteurs),

argumentez précisément cette suppression dans la page de discussion
(un manque de référence n'est pas un argument ; une recherche réelle de référence doit avoir été effectuée, être formellement documentée).

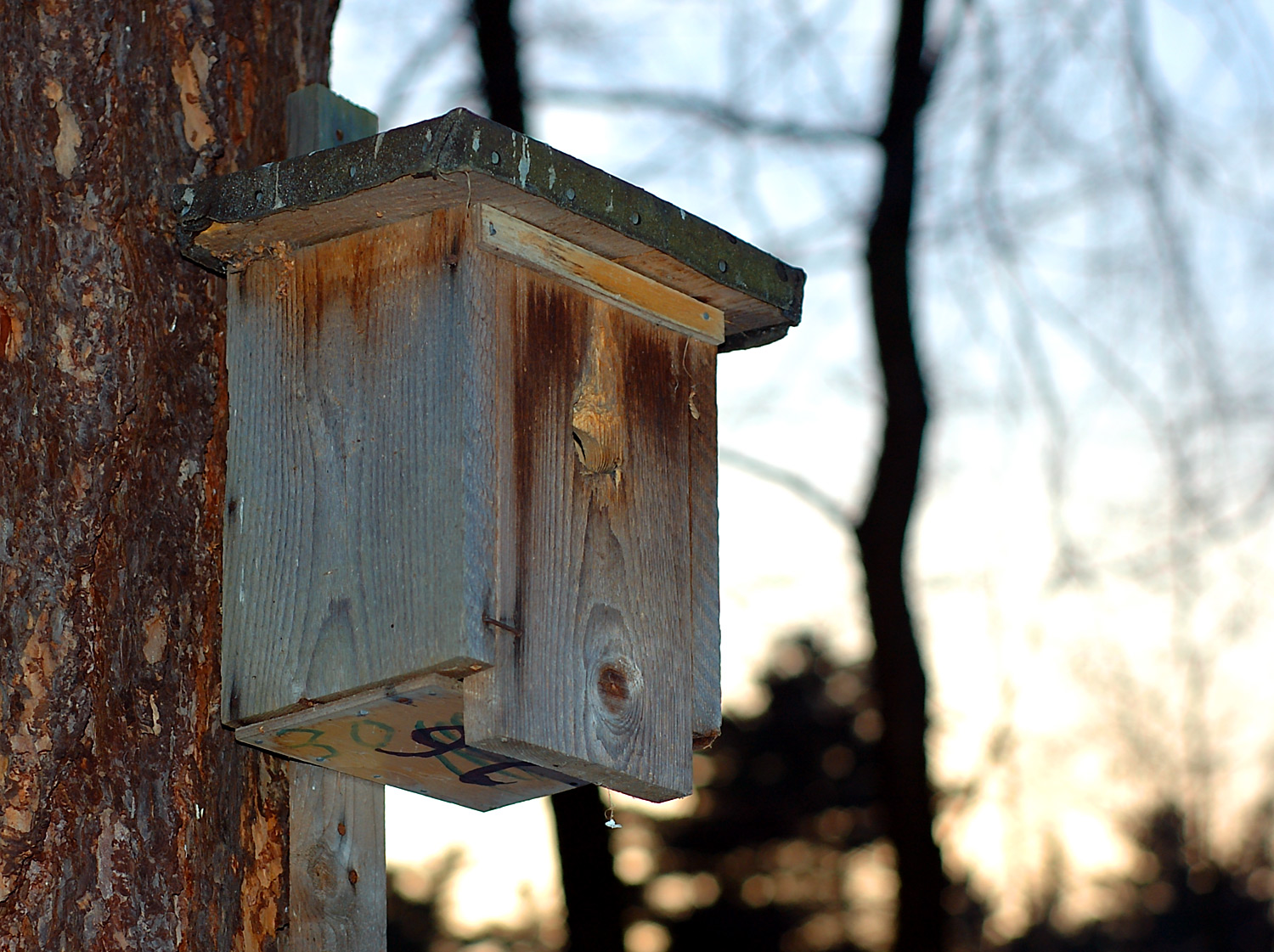
Nichoir typique pour les oiseaux

Un nichoir est un abri artificiel construit ou aménagé par l'homme permettant aux animaux de nicher. Les nichoirs les plus courants sont destinés aux oiseaux et aussi appelés cabanes à oiseaux, mais le terme « nichoir » peut également s'appliquer à différents abris confectionnés pour d'autres espèces animales telles que des mammifères, des amphibiens, ou même des insectes. Le nichoir n’est pas nécessairement fabriqué, il peut s’agir d’une fissure dans un mur, de tuiles de ventilation ou autres irrégularités naturelles du bâtiment. Plusieurs espèces animales ont besoin de ces nichoirs pour assurer leur pérennité. Parce que leurs habitats naturels s'appauvrissent, les haies et les arbres morts disparaissent, oiseaux, chiroptères, batraciens et invertébrés trouvent de moins en moins d'espaces pour nicher.
Cependant, la construction et l'aménagement de nichoirs n’offrent qu’une maigre compensation face à la disparition des sites naturels de nidification. Les nichoirs permettent seulement de pallier les conséquences et non les causes de la diminution des habitats naturels des animaux.

## Nichoirs pour les oiseaux

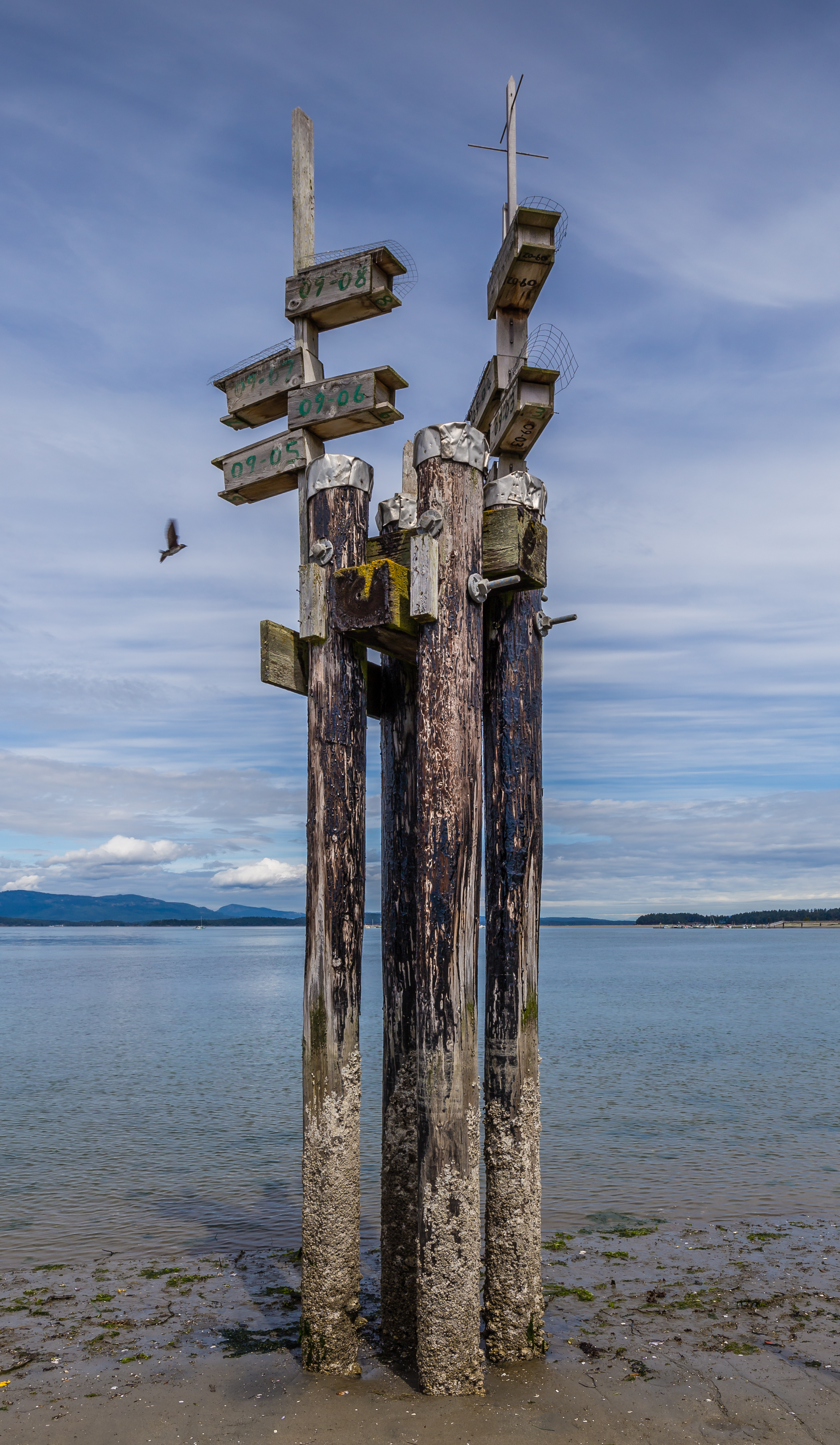
Nichoirs pour les oiseaux à marée basse dans la réserve de parc national des Îles-Gulf. Juin 2018.

### Historique

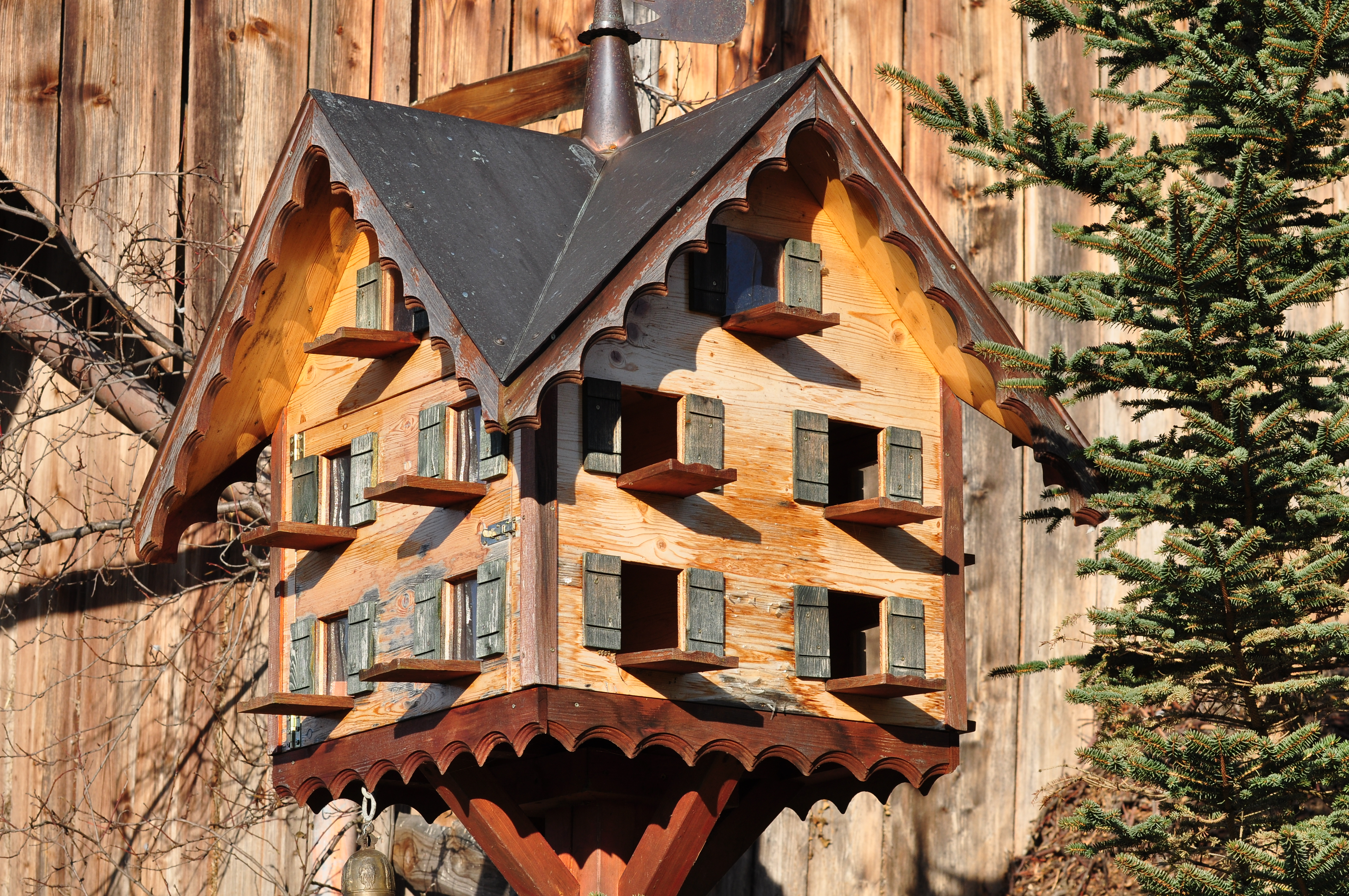
Nichoir à oiseaux à Bubikon en Suisse

Les premiers nichoirs artificiels sont attestés en Europe au XVe siècle. En Flandres et en Hollande ce sont des pots à étourneaux, petites bonbonnes de terre cuite spécialement fabriquées par les potiers. Dans d'autres régions, la Lorraine en particulier, les pots à moineaux (simples pots à plante collés au mur) ornent les murs des fermes dès le début du XVIe siècle. Ces pots en terre cuite servaient principalement à attirer les moineaux et les étourneaux, qui, en temps de famine, pouvaient venir agrémenter les repas. Suivant les régions, toutes sortes de pots ou cruches ont ainsi été utilisés en réemploi.
La plus ancienne représentation connue de pots à oiseaux est sur le Saint-Christophe de Jérôme Bosch. Leur représentation sur le folio 164 du livre d'heures Les Très Riches Heures du duc de Berry date de la même époque.

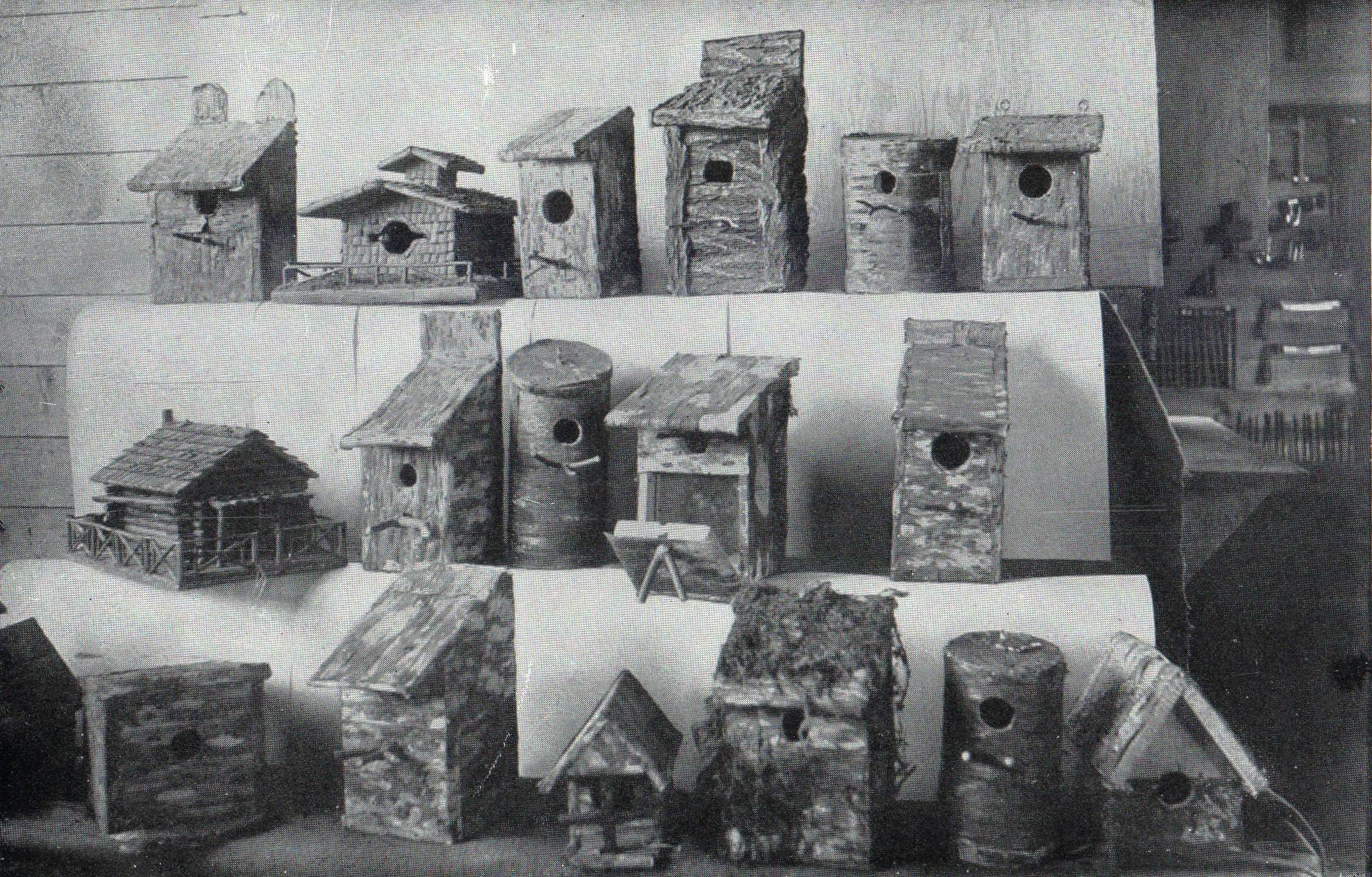
Photographie de 1923 représentant différents types de nichoirs.

Les peintures de Pieter Brueghel l'Ancien montrent divers pots accrochés et d'autres peintres ont immortalisé  divers nichoirs de terre cuite et ceux à partir de calebasses ou gourdes pèlerines. Enfin, la découverte à Amsterdam de l'enseigne in de sprevpot (au pot d'étourneau) donne une bonne image de ces poteries au XVIIe siècle.
Certains nichoirs étaient des « pigeonniers » du pauvre, scellés dans le mur sous forme de deux tuiles canal en Poitou-Charentes, de pots de réemploi dans d'autres régions. Généralement situés au niveau des greniers, ils étaient accessibles de l'intérieur du bâtiment.
D'autres nichoirs traditionnels ne sont pas parvenus jusqu'à notre époque, ce sont les nichoirs en vannerie, osier, noisetier, paille de seigle. Seuls les ouvrages de traditions populaires notent leur existence et les méthodes de fabrication.
Hors d'Europe, certaines tribus amérindiennes construisaient aussi des nichoirs de terre cuite pour les Hirondelles.
Aujourd’hui, les nichoirs ne servent plus qu’à augmenter la disponibilité des aires de nidification pour les oiseaux. Ils tentent de reproduire le plus fidèlement possible les habitats naturels dans lesquels les oiseaux cavernicoles ont l’habitude de nicher.
Il n’existe pas de nichoir universel capable d’héberger n’importe quel oiseau. Chaque espèce a des besoins spécifiques en ce qui concerne le type de matériau, les dimensions, le trou d’envol, la hauteur et la méthode de fixation, etc. On peut cependant donner quelques règles générales valables pour toutes les constructions (nichoirs, mangeoires, etc.).

### Choix des matériaux

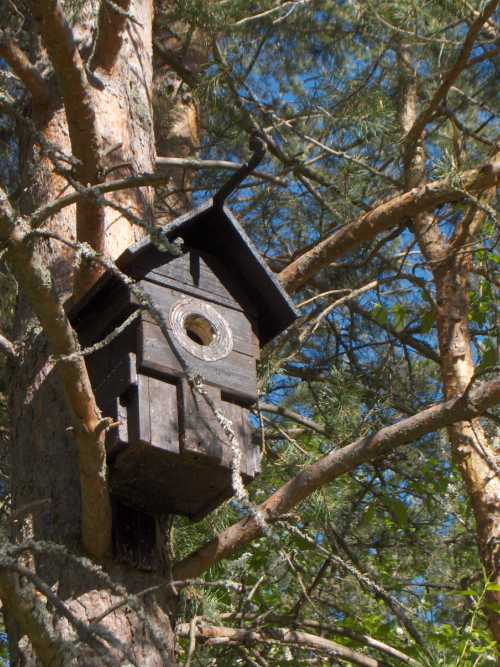
Nichoir en bois

Une attention particulière doit être portée au choix des matériaux. Seuls les matériaux non traités, imputrescibles et reconnus pour leur résistance naturelle peuvent convenir. Le matériau le plus simple et le moins cher du marché reste le bois (sapin, mélèze, peuplier, etc.). Son seul inconvénient est sa durée de vie limitée. Bien que plus difficile à mettre en œuvre, le béton de bois est également adapté à la construction de nichoirs. Outre sa durée de vie exceptionnelle, il présente une robustesse et une légèreté intéressante. 
Les principaux types de matériaux utilisés sont les suivants :
- terre cuite : pots traditionnels, pots à fleurs, collés au mur avec du mortier ou insérés dans une niche ou lors de la construction de mur inconvénients difficile à manipuler ;
- calebasses ou autres courges, bien sèches, suspendues horizontalement ou verticalement, percées d'un orifice de passage d'un diamètre correspondant à l'espèce de l'oiseau ;
- bûches et troncs d'arbre creux installés horizontalement ou verticalement. Dans la nature le trou creusé ou agrandi par les pics est apprécié par de nombreux oiseaux. Le nichoir Berlepsh, creusé dans une bûche en reprenant la forme des trous des pics doit son nom au baron Berlepsh qui eut l'idée de faire fabriquer ce modèle dans des bûches de 14 à 25 cm de diamètre ;
- en bois qui devra avoir une épaisseur suffisante (2 cm de préférence, supérieure à 1 cm en tous les cas) pour assurer l'isolation thermique. Les oiseaux ayant besoin de surfaces rugueuses auxquelles ils peuvent s'agripper, il ne faut donc pas raboter ou poncer le bois.

Dans le cas des nichoirs en bois, il peut être intéressant de peindre le nichoir afin d'augmenter sa durée de vie. Il est cependant très important d'éviter les peintures à bois traditionnelles, et de leur préférer des peintures ou des lasures biologiques. Il convient d'être vigilant quant à l'origine de ces dernières, de vérifier leur composition afin de s'assurer qu'il s'agisse bien d'un produit respectueux de l'environnement.
Une autre solution consiste à traiter le nichoir à l'huile de lin (à renouveler chaque année), ce qui confère au bois une longévité comparable à celle offerte par une peinture.

### Trois types de nichoir et leur tableau de dimensions
D'une manière générale, on distingue trois types de nichoirs pour les espèces communes en ville :

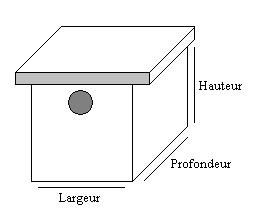
Nichoir de type fermé

#### Nichoir de type fermé
Le trou d'envol est l'élément le plus important du nichoir. S'il est trop petit, l'oiseau ne rentre pas, s'il est trop grand, il permet à quelques espèces indésirables de rentrer. Il faut donc adapter le trou d'envol aux espèces que l'on veut voir nicher.
Les trous d'envol circulaires sont préférables aux trous d'envol carrés. Ils doivent être placés dans la partie supérieure du nichoir
| Espèce                                 | Diamètre du trou d'envol (mm) | Largeur (mm) | Hauteur (mm) | Profondeur (mm) | Hauteur de suspension (m) |
| -------------------------------------- | ----------------------------- | ------------ | ------------ | --------------- | ------------------------- |
| Mésange Bleue, Noire, Huppée, Nonnette | 27 ou 28                      | 100          | 200          | 100             | 2 - 6                     |
| Mésange charbonnière                   | 32 - 34                       | 100          | 250          | 100             | 2 - 5                     |
| Moineau friquet                        | 32 - 40                       | 100          | 220          | 100             | 3 - 12                    |
| Rouge-queue à front blanc              | 32 - 46 trou ovale            | 100          | 250          | 100             | 3 - 12                    |
| Pic Épeiche                            | 45                            | 170          | 350          | 170             | 3 - 10                    |
| Étourneau sansonnet                    | 45 - 50                       | 150          | 280          | 150             | 3-12                      |
| Sittelle torchepot                     | 46-50                         | 150          | 340          | 150             | 3-10                      |
| Martinet noir                          | 50 - 60                       | 220          | 140          | 450             | 5 - 16                    |
| Pic vert                               | 65                            | 180          | 420          | 180             | 3 - 12                    |
| Choucas des tours                      | 85                            | 190          | 400          | 190             | 5 - 12                    |

#### Nichoir de type semi-ouvert

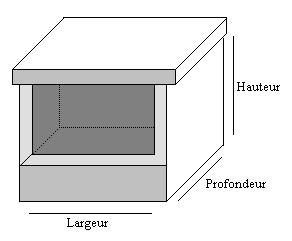
Nichoir de type semi-ouvert

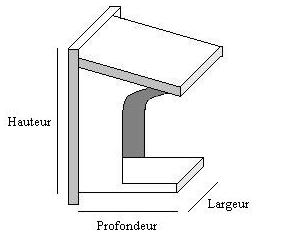
Nichoir de type ouvert

| Espèce            | Dimensions du trou d'envol (mm) | Largeur (mm) | Hauteur (mm) | Profondeur (mm) | Hauteur de suspension (m) |
| ----------------- | ------------------------------- | ------------ | ------------ | --------------- | ------------------------- |
| Faucon crécerelle | 400 * 130                       | 400          | 350          | 8000            | 7 - 15                    |
| Rouge-queue noir  | 150 * 70                        | 120          | 200          | 150             | 2 - 6                     |
| Rouge-gorge       | 150 * 70                        | 120          | 200          | 150             | 1 - 4                     |

#### Nichoir de type ouvert
| Espèce     | Dimensions du trou d'envol (mm) | Largeur (mm) | Hauteur (mm) | Profondeur (mm) | Hauteur de suspension (m) |
| ---------- | ------------------------------- | ------------ | ------------ | --------------- | ------------------------- |
| Merle noir | 180 * 220                       | 180          | 220          | 400             | 1 - 10                    |

### Pose du nichoir
- Nombre de nichoirs

Le nombre de nichoirs à installer dépend en premier lieu de la nourriture disponible. De manière générale, on peut compter 100 m2 de jardin par nichoir, avec un espacement de 10 à 15 m entre les nichoirs.
- Fixation. Différentes méthodes peuvent être envisagées : 
  - Une façon très simple est de fixer un bloc de bois sur le tronc à l’aide de lanières (fils) métalliques ou en plastique, sur lequel on vient fixer le nichoir.
  - La technique la plus respectueuse de l’arbre consiste à suspendre le nichoir par un étrier métallique posé sur une branche et à protéger l’écorce du frottement par un matériau isolant, caoutchouc ou ruban adhésif toilé. Une boucle au milieu de l’étrier permet d'empêcher le nichoir de se décrocher en cas de tempête.
  - On peut, au besoin, fixer le nichoir directement dans le tronc de l’arbre, notamment avec un liteau de fixation. Dans ce cas, il est préférable d’utiliser des pointes zinguées ou mieux, des pointes en aluminium.

Certains tronc d'arbres, toujours humides (hêtre, etc.) sont malsains pour les couvées, il vaut mieux les éviter.
- Hauteur de fixation

Là encore, chaque espèce a des besoins spécifiques. En règle générale, on peut poser le nichoir entre 3 et 6 m de haut. Il faut toujours suspendre le nichoir au-dessus du vide et non le poser sur une branche, afin d'éviter que les prédateurs ne dévorent les nichées.
- Période de fixation

Il ne faut pas attendre les beaux jours pour placer les nichoirs, car les oiseaux doivent « s'habituer » à ce nouveau logis avant de s'y installer. On peut donc le mettre en place en automne ou en hiver, pour que les oiseaux puissent s'y installer dès la fin de l'hiver jusqu'au printemps.
- Orientation

Si possible, le trou du nichoir devrait être orienté sud/sud-est. En fonction de la région, il est préférable d'essayer d'éviter les vents dominants, afin de protéger les nichées de la pluie.
- Protection des nichoirs

La protection du nichoir contre les chats et les fouines commence dès la conception du nichoir (débordement du toit, chicane, etc.).

On peut également prévoir des dispositifs spécifiques le long du tronc pour empêcher l'accès au nichoir, comme des branches de houx ou une ceinture protectrice constituée de maille en métal qui s'attachent les unes aux autres jusqu'à faire le tour du tronc.
- Intégration du nichoir au milieu naturel

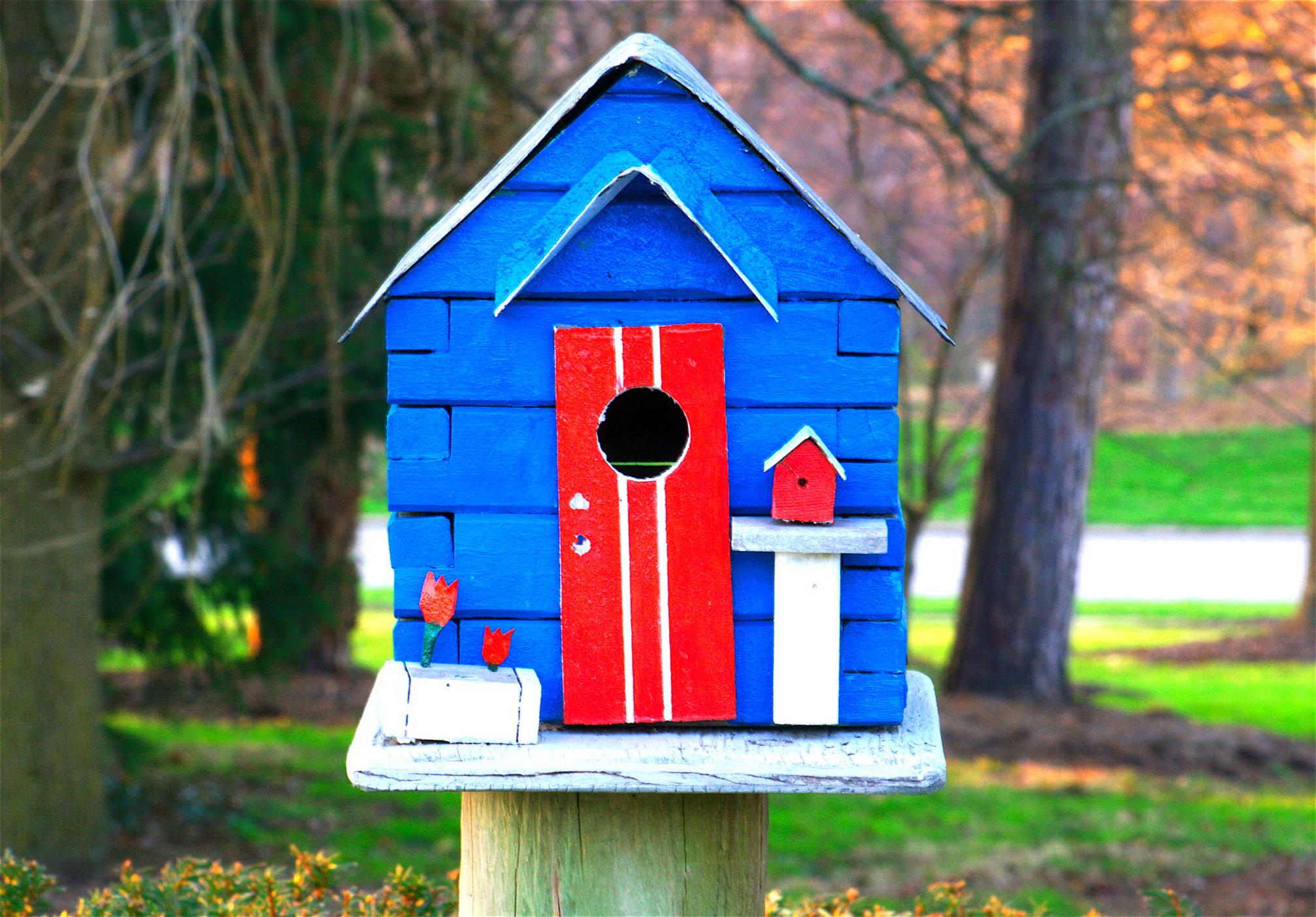
Les couleurs vives sont à éviter...

Le nichoir sera le plus discret possible sans couleurs vives mais de préférence des couleurs naturelles pour qu'il se confonde avec la végétation et son environnement naturel. L'installation d'un nichoir dans un arbre, où l'on peut le recouvrir de lierre par exemple, est préférable que sur un piquet isolé et exposé.

### Entretien du nichoir
Il est important de procéder à l’entretien du nichoir au moins une fois par an. Il peut se faire en automne, une fois la dernière nichée envolée. Les nichoirs doivent alors être ouverts et soigneusement nettoyés. Pour cela, il suffit de frotter le nichoir à la brosse. En tous les cas, il ne faut pas utiliser d’insecticide dans le nichoir, les émanations toxiques pourraient être fatales à la prochaine nichée. On enlève l’ancien nid pour éviter que les oiseaux ne construisent leur nid au-dessus du précédent, limitant ainsi l’installation des puces et autres parasites. Lors de l’ouverture du nichoir, il convient de prendre quelques précautions, et d’éviter par exemple, d’approcher trop le visage. En effet, les puces peuvent également piquer les humains. De plus, le nichoir peut avoir servi de refuge à d’autres locataires : frelons, guêpes, bourdons, etc. 

On peut également trouver quelques mammifères : souris, loir, lérot, chauves-souris. Dans ce cas, on attendra la fin de l’hiver pour entretenir le nichoir.
Un second entretien peut être nécessaire juste avant la ponte, lorsque le nichoir a servi de gîte nocturne en hiver.

Pendant la période de nidification, il faut éviter le plus possible de déranger les oiseaux, sous peine de les voir abandonner la nichée.

### Remarques générales
1. Il faut savoir qu’un nichoir est rarement occupé la première année. Il n'est pas impossible que les odeurs persistantes de colle ou de lasure découragent les adultes, bien que l'odorat soit un sens très peu développé chez la plupart des oiseaux. Il faut que les oiseaux s’habituent à la présence du nichoir avant de l’utiliser. Il est probable qu’ils commencent par l’utiliser juste pour la nuit, puis pour les périodes de grand froid et seulement après pour y élever leur nichée. Pour accélérer cette familiarisation des oiseaux avec le nichoir, on peut le garnir d’une mince couche de tourbe ou de copeaux de bois.
2. Dans la plupart des cas, les nichoirs sont utilisés par des oiseaux peu farouches (étourneau sansonnet,  moineau, mésange bleue). Rares sont les nichoirs qui pourront accueillir des oiseaux plus discrets.
3. Les nichoirs mal conçus ou mal pensés se révèlent être de véritables pièges pour les oiseaux. Le choix du lieu de pose est capital. Un nichoir soumis perpétuellement au bruit, à la lumière ou au dérangement dans un lieu très fréquenté n’aura que peu de chance d’être occupé. Il faut veiller à ce que le nichoir soit inaccessible pour les prédateurs naturels des oiseaux mais également le protéger des actes de malveillance des hommes. Un nichoir en plein soleil peut constituer un piège mortel si l’isolation n’est pas correcte ou les matériaux inadéquats. Enfin, pour éviter la pluie, il faut veiller à faire un toit débordant, à incliner légèrement le nichoir vers l’avant lors de la pose et enfin, pour plus de sûreté, on peut percer quelques petits trous dans le fond pour permettre l’évacuation des eaux résiduelles.

## Nichoirs pour les mammifères

### Nichoirs pour les chiroptères

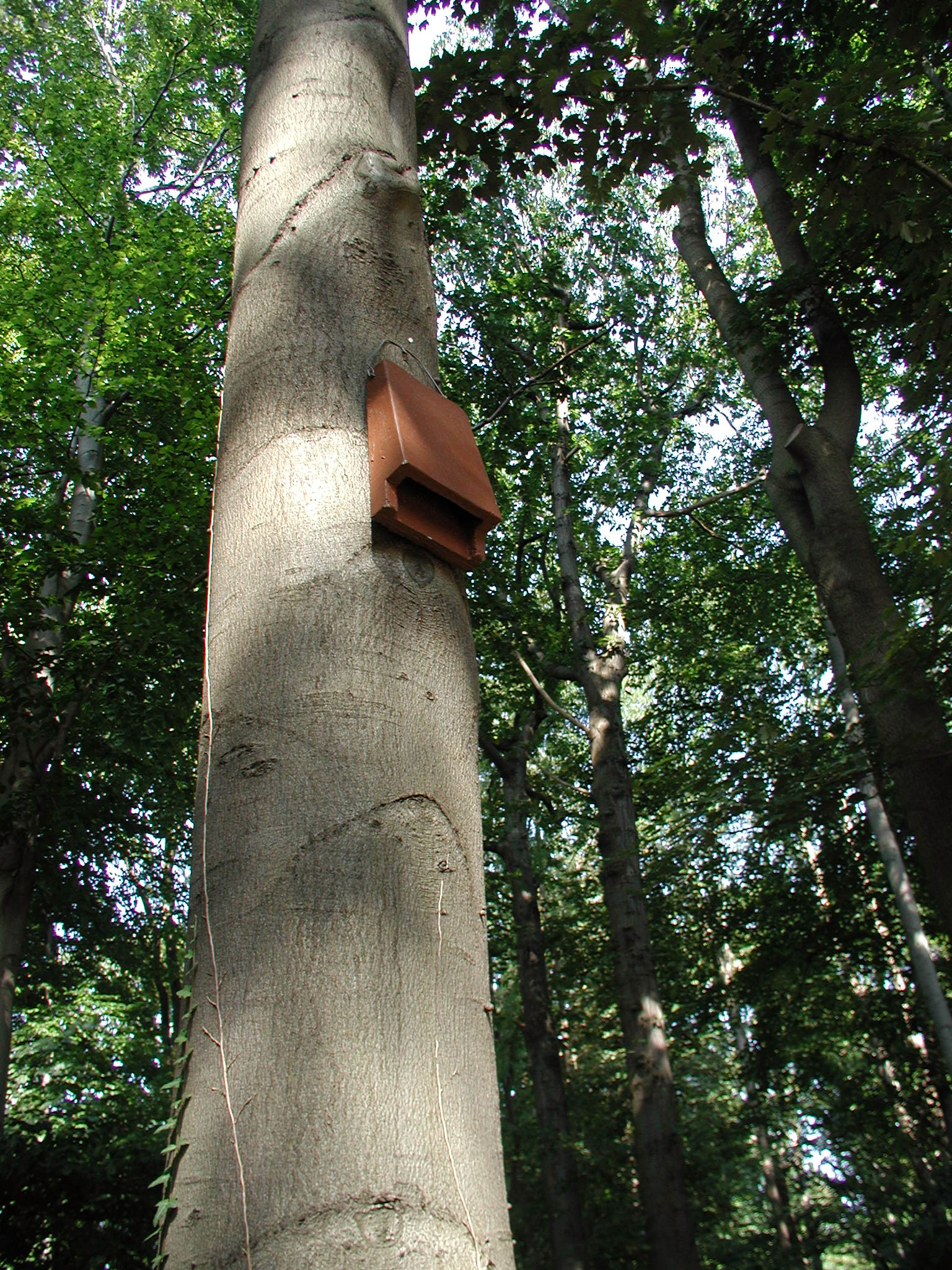
Nichoir pour chiroptères fixé à un arbre d'une forêt allemande.

Les chauves-souris sont protégées par la loi mais restent néanmoins menacées d’extinction pour la quasi-totalité des espèces. Elles ont d’ailleurs déjà disparu de certaines régions. Ces animaux sont la preuve que la classification en espèce protégée n’est pas suffisante. Leur survie dépend des projets de conservation à grande échelle.

Pour plus d’information sur les chauves-souris, vous pouvez consulter l’article chiroptera.
Les chauves-souris ne gîtent pas qu’à la campagne, on les trouve fréquemment en ville. Dans les zones urbaines, elles occupent non seulement les parties maçonnées, mais aussi les combles et greniers peu fréquentés, les ouvrages d’art (pont, viaduc).
Cependant, l’abattage des arbres morts, l’exploitation des cavités souterraines (spéléologie, …), la disparition des anciennes granges, et les modes de construction actuels suppriment des sources d'habitat naturel indispensables pour le maintien des populations de la petite faune sauvage.
La fabrication et la pose de nichoirs artificiels tentent de compenser ce phénomène.

#### Occupation des nichoirs
- Liste des espèces que l’on peut trouver dans les nichoirs en France et en Belgique
  - Pipistrelle commune
  - Pipistrelle de Nathusius
  - Oreillard commun
  - Oreillard méridional
  - Noctule commune
  - Vespertilion de Bechstein

- Dans la plupart des cas, les nichoirs sont occupés par un seul individu (mâle), plus rarement par quelques individus et dans de très faibles proportions par une colonie de reproduction.

- L’occupation des nichoirs est relativement longue dans le temps. Il faut laisser le temps aux animaux de trouver ces nichoirs et de s’y habituer. En comparaison avec les gîtes naturels, les nichoirs à chauves-souris, trop exposés aux variations de température, sont principalement utilisés l’été. Pendant la période hivernale, elles préfèrent des lieux plus isolés thermiquement (combles et greniers, cavités souterraines, etc.).

- Les autres animaux

Même si l’on pose des nichoirs spécifiques pour chauves-souris, il arrive qu’ils soient occupés par d’autres espèces, en premier lieu les oiseaux. Ils occupent ces nichoirs, soit pour y nicher, soit pour y passer la nuit. La mésange charbonnière est la plus fréquemment rencontrée. Le grimpereau construit également de nombreux nids dans les nichoirs à chauves-souris alors que, paradoxalement, il est assez difficile de l'attirer dans les nichoirs à oiseaux. On peut également avoir l'occasion d'observer le muscardin, le mulot et l'écureuil (après agrandissement de l'entrée) établir aussi des nids dans les nichoirs. De très nombreux insectes peuvent occuper ces nichoirs : guêpes, bourdons, frelons, papillons, etc.

#### Conception

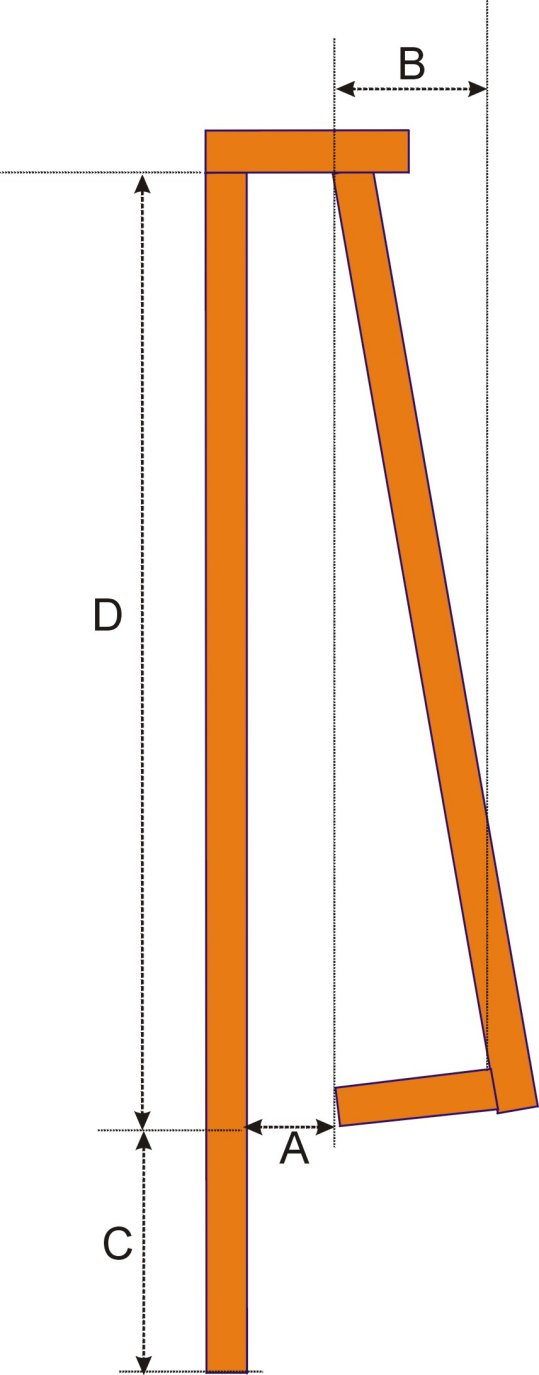
Illustration d'un profil de nichoir pour chiroptères.

Il existe plusieurs types de nichoirs pour les chiroptères. Le plus courant est une boîte très plate, constituant une niche de largeur comprise entre 1,5 et 3,5 cm. Il se place contre un mur ou sur un tronc d’arbre, ouverture vers le bas.

Il est conseillé de ne pas peindre le nichoir et de ne pas le poncer à l'intérieur. La peinture est toxique, et les rugosités facilitent l'accès. Éventuellement, si le bois est clair (pin, par ex.), on peut teindre ses faces externes en les frottant avec du brou de noix, du gaillet, du charbon de bois, de la betterave, etc., teintures naturelles répandues, non toxiques et sans odeur forte persistante. 
Les bûches creuses avec ouverture vers le bas conviennent mieux à d'autres espèces.
Sous un pont ou collée à un mur, une brique creuse dont on a bouché l'extrémité supérieure remplacera comme gîte les cavités et les fissures absentes des ouvrages modernes.

#### Pose du nichoir
Le paramètre qui influence le plus l’occupation du nichoir est le biotope. C’est en forêt que le taux d’occupation est le plus haut. En effet, on n’y utilise peu ou pas d’insecticides, la concentration d’insectes y est donc encore importante. Cependant, la disparition des arbres creux pousse les chauves-souris à utiliser les gîtes artificiels. Les clairières sont aussi appréciées par les chauves-souris, étant donné que ce sont des terrains de chasse privilégiés. Les alentours des cours d’eau calmes, foisonnant d’insectes, remportent également un vif succès.
Les chauves-souris sont sensibles au froid, donc soignez les ajustages, il ne doit pas y avoir de trou autre que l'entrée. Il est conseillé d'employer du bois le plus épais possible. Vous pouvez aussi fixer une plaque de tôle sombre autour du nichoir.
Il est très important de placer ce nichoir plein sud ou sud-est (sur un mur ou un arbre, dans un endroit ensoleillé), à une hauteur d’environ 3,50 m - 5 m.

#### Entretien
Contrairement aux nichoirs pour oiseaux, les nichoirs à chauves-souris ne nécessitent pas d’entretien particulier. S’ils sont pourvus d’un plancher amovible, on pourra éventuellement enlever les crottes de temps en temps. D’une manière générale, il faut éviter de toucher au nichoir sous peine de faire fuir les chauves-souris définitivement. S’il est impératif d’y toucher, on attendra l’envol crépusculaire vers la fin du mois d’août.

#### Nuisances
Il serait absurde d’affirmer qu’en aucun cas les chauves-souris ne peuvent occasionner de nuisances. Cependant, il faut rappeler que dans beaucoup de pays, les espèces de chauves-souris sont légalement protégées. En conséquence et par exemple, la loi française du 10 juillet 1976 et son arrêté d’application du 17 avril 1981 prévoient « l’interdiction, en tout temps et sur tout le territoire, de détruire ou de mutiler, de capturer ou d’enlever et, qu’ils soient vivants ou morts, de transporter, d’utiliser, de commercialiser toutes les espèces de chauves-souris (Chiroptera sp.) ». Il va donc falloir apprendre à cohabiter…
Il est souvent facile et peu coûteux de limiter les nuisances. La première chose à faire est de réserver aux chauves-souris un espace de la maison où elles ne gêneront pas. On évitera la proximité des chambres et de la cuisine (pour des raisons sanitaires principalement).
De la même manière, les chauves-souris ne sont pas une menace pour les habitants. Elles ne sont pas porteuses de maladie. Cependant, lorsqu'une chauve-souris est capturée, elle a tendance à mordre pour se défendre. La meilleure prévention consiste à ne pas la manipuler, comme le prévoit d'ailleurs son statut légal de protection. Si on y est contraint, il faut impérativement utiliser un gant de cuir.

De rares cas de rage ont été recensés (quatorze cas depuis 1989 en France), principalement chez la Sérotine commune. La rage étant une maladie mortelle, il est impératif de se rapprocher rapidement de son médecin traitant et d’un centre antirabique en cas de morsure par une chauve-souris.

Tout cadavre de chauve-souris doit être signalé auprès d'un vétérinaire. Il sera adressé au laboratoire de l'Institut Pasteur (s'il y a eu contamination humaine) ou à celui de l'Afssa-Nancy (dans tous les autres cas) pour rechercher la rage.
Le cas particulier des chauves-souris exotiques est à distinguer des chauves-souris européennes. 
Ces chauves-souris exotiques peuvent être de grande taille, avec un comportement parfois agressif. Leur morsure, qui constitue le risque essentiel de transmission du virus de la rage à l'homme, est beaucoup plus grave que celles occasionnées par les chauves-souris européennes.

C'est ainsi qu'en 1999, dans le Gard, une Roussette d'Égypte a transmis la rage à son propriétaire, après avoir séjourné plusieurs jours dans une animalerie bordelaise. L'importation avait été réalisée via une animalerie belge. Au total, 129 personnes ont dû être traitées contre la rage par les centres de traitement antirabiques.

L'importation de ces espèces exotiques en France est prohibée.
D’autre part, il faut veiller à ce que les chauves-souris ne soient pas présentes dans les captages d’eau destinée à la consommation humaine. En effet, certaines bactéries de la flore intestinale de la chauve-souris que l’on retrouve dans le guano peuvent être pathogènes pour l’homme.
Les problèmes de leurs déjections apparaissent généralement lorsqu’il s’agit d’espèces de grande taille (Molosse de Cestoni, Sérotine commune, Grand Murin) ou que les colonies atteignent une taille importante. L’urine et le guano peuvent salir et/ou abîmer le sol, dégager une forte odeur et attirer certains insectes. Pour une colonie installée dans les combles, on peut remédier au problème en posant une bâche plastique, que l’on nettoiera régulièrement et que l’on changera approximativement tous les cinq ans. Les façades, les seuils de fenêtre ou de portes, les vitrages, peuvent être salis par des déjections à l’aplomb de l’entrée, sous la planche de rive ou la corniche. La pose d’une planchette horizontale sur le bardage de la façade permet de recueillir le guano.  
Les cas d’invasions sont fortuits, rares et souvent de très courte durée. Ce sont souvent des jeunes, inexpérimentés qui cherchent un abri rapidement. Leur départ se fait généralement le soir suivant, par la même voie.

Le guano est un très bon engrais naturel. Il peut être récolté et utilisé après dilution dans l’eau ou mélangé avec du compost. Dans les cas de production importante, certaines sociétés rachètent le guano de chauves-souris auprès des particuliers pour le revendre comme engrais.
Outre les ultrasons que les chauves-souris émettent, elles poussent des cris audibles pouvant devenir désagréables lorsqu’elles gîtent à proximité d’une chambre. Ces cris sont généralement accompagnés du bruit du trottinement des chauves-souris. Ce bruit est amplifié lorsque les animaux sont en contact avec l’isolant. Il n’existe que peu de solutions à ce problème. Si les bruits deviennent vraiment insupportables, on peut envisager de poser une plaque isolante en bois, en plâtre ou en polystyrène. L’évacuation de la colonie vient en dernier recours. Elle pourra être décidée avec le médiateur et sera effectuée en automne, vers un nichoir de substitution proche.
Si la cohabitation semble trop difficile, le mieux est de contacter le muséum d'histoire naturelle de Bourges, qui pourra donner les coordonnées des associations chargées de ces problèmes dans votre région. Ces médiateurs pourront donner toutes les informations concernant la biologie des chauves-souris, mais aussi proposer des aménagements pour réduire les nuisances occasionnées.
Les nichoirs sont occupés en très grande majorité par les pipistrelles communes. Or la population de pipistrelles communes est restée plus ou moins stable ces dernières années. On en déduit que seule une très faible proportion de nichoirs est utilisée pour les espèces menacées. Cependant, les nichoirs restent très utiles pour les études scientifiques et les actions de sensibilisation.

## Nichoirs pour les invertébrés

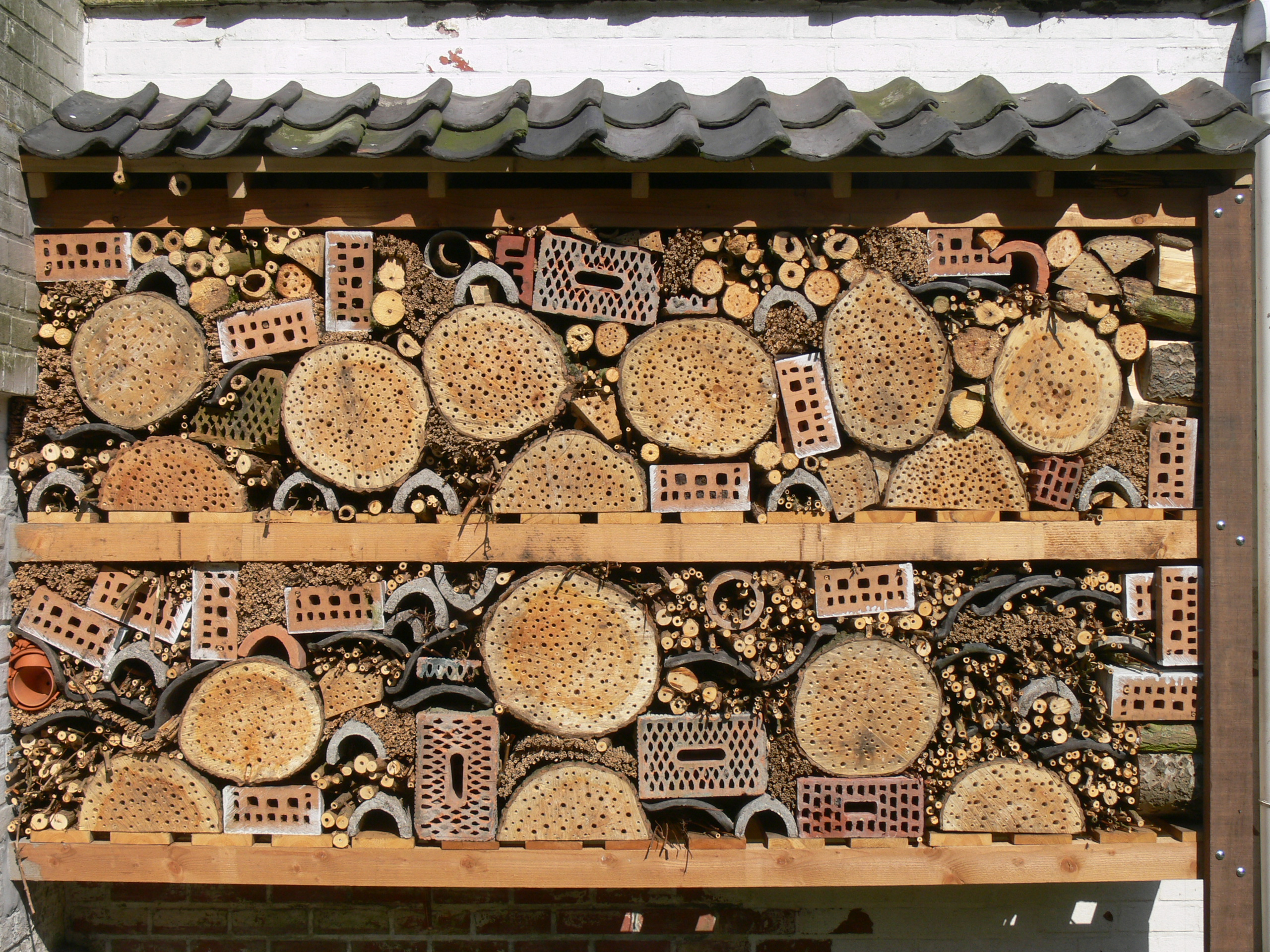
Exemple d'une structure-nichoir pour insectes.

L’utilité des insectes n’est plus à démontrer : insectes auxiliaires, premier maillon de la chaîne alimentaire, pollinisateurs, ils sont en plus d’excellents bio-indicateurs de la qualité de l’environnement.

Comme pour les oiseaux, les nichoirs à insectes n’ont pas vocation à se substituer aux habitats naturels. Cependant, devant la fragmentation grandissante des écosystèmes, ces nichoirs permettront de pallier localement le manque d’habitats naturels.

### Utilité des nichoirs à insectes
Les insectes ont besoin d’abri pour construire leur nid ou tout simplement pour s’abriter des intempéries et du froid.

Dans un jardin naturel, tel qu’il est décrit dans l’article Biodiversité dans le bâti et le jardin, les nichoirs à insectes ne sont pas indispensables ; ils sont normalement assez riches en habitats naturels variés : bois mort, muret de pierre, mousse, etc. Cependant, ces refuges peuvent s’avérer très utiles dans les jardins offrant beaucoup de nourriture mais peu d’abri ou dans les potagers cultivés de façon biologique. De plus, ces nichoirs favoriseront l’observation du monde des insectes.

### Installation
Comme pour les nichoirs pour oiseaux, l’orientation des abris pour insectes doit dépendre de l’orientation des vents dominants. 
Les refuges peuvent être placés entre 30 cm et 3 m de haut, sur un piquet, un mur, une branche d’arbre, etc. Les gîtes seront disposés dans des milieux très variés pour attirer un maximum d’insectes.

### À chaque insecte son nichoir
- La bûche percée

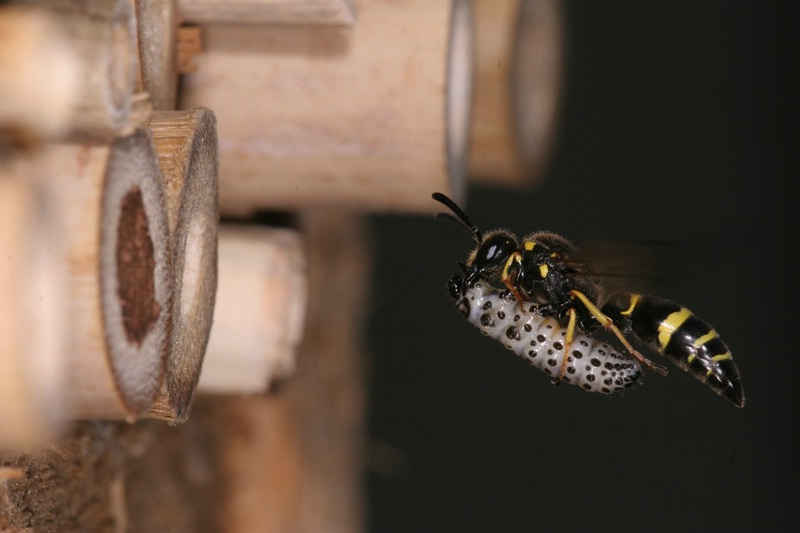
Ancistrocerus trifasciatus apportant une larve dans son nichoir formé d'une tige creuse.

De nombreux hyménoptères, en particulier les abeilles et guêpes solitaires, utilisent les galeries creusées par les insectes xylophages. On peut percer une simple bûche coupée en deux, d’une multitude de trous de diamètres variables (de 3 à 14 mm). La bûche doit être en bois dur (chêne, hêtre, charme, châtaignier). Le bois tendre est à éviter car il risque de gonfler avec l’humidité. Il ne faut pas que les trous transpercent le bois entièrement. Cet abri sera rapidement colonisé s’il est placé à proximité d’une parcelle fleurie, jusqu’à 2 m de hauteur.
- La botte de tiges creuses

Les tiges creuses représentent de très bons abris pour la journée, la nuit, ou pour nidifier. On peut donc constituer des petits fagots de 10 à 20 tiges creuses (bambou, canne de Provence, graminées, ombellifères…) d’une vingtaine de centimètres de long et de diamètre variables (2 à 12 mm), liées entre elles par de la ficelle ou du fil de fer. Il est important que ces tiges soient bouchées au moins d’un côté, soit en utilisant les nœuds naturels du bois, soit avec de l’argile.
On peut placer ces abris par paire, l’un horizontal, l’autre vertical sur un arbre, un piquet, etc.
Une variante de cet abri qui permet d’améliorer considérablement sa durée de vie est de le placer dans une boite en bois. De plus, il n’est plus nécessaire que les tiges soient bouchées sur une extrémité, le fond de la boîte joue ce rôle.
- La botte de tiges à moelle

Cet abri reprend le même concept que la botte de tiges creuses mais avec des tiges à moelle. Cela permet aux insectes de creuser eux-mêmes un nid aux dimensions appropriées. Les tiges, d’une trentaine de centimètres de long peuvent être en sureau, en rosier, en framboisier ou en fusain. Ils sont disposés entre 30 et 50 cm de haut, verticalement, horizontalement ou en oblique.
Ces fagots peuvent également être installés dans une boîte en bois.
- La brique creuse

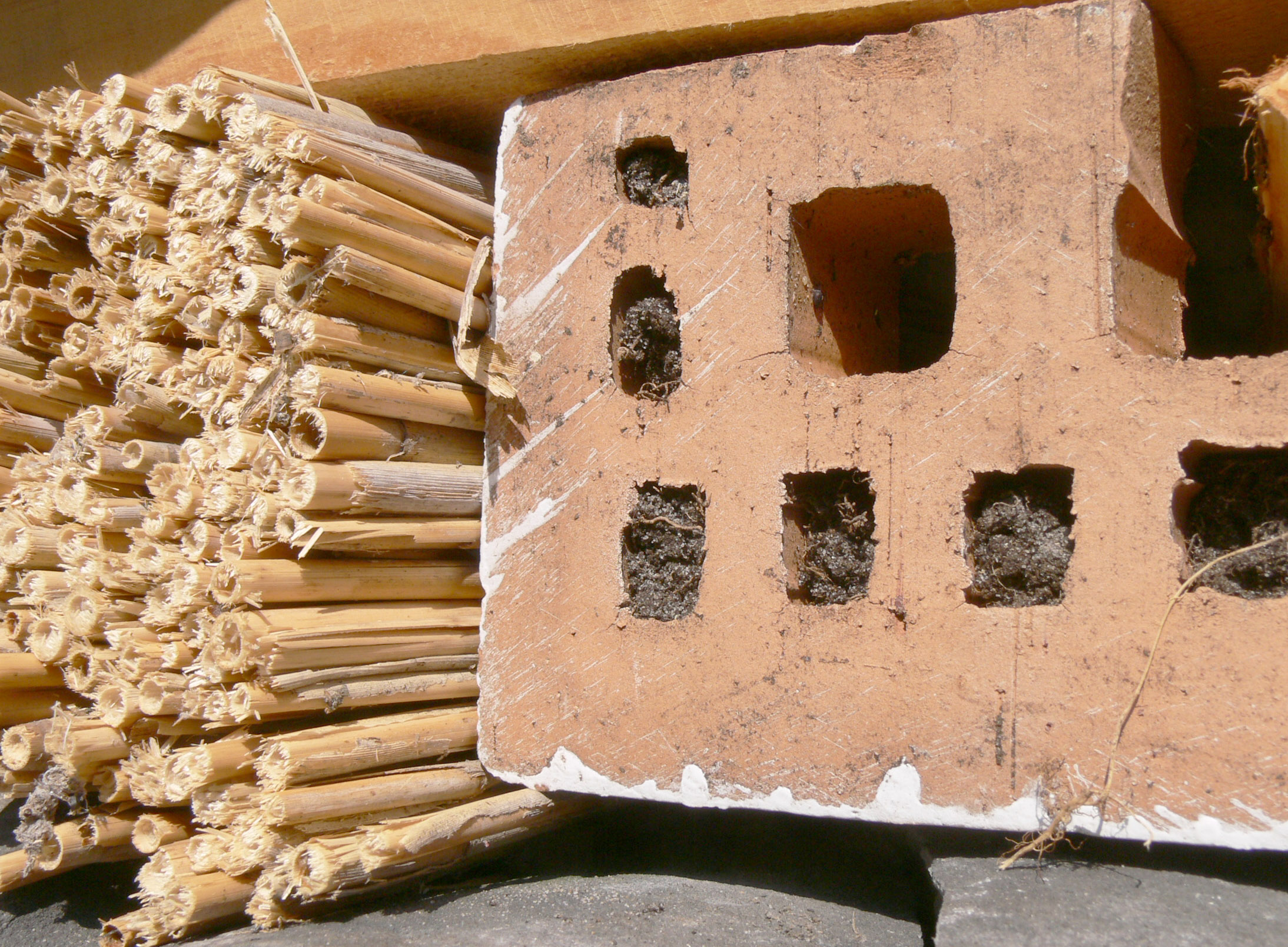
Détail d'une structure-nichoir pour insectes.

Une simple brique creuse bouchée au mortier offre aux abeilles et guêpes solitaires un matériau pour creuser leurs galeries.
- Le nichoir à bourdon

Le bourdon vit en colonie dans un trou du sol. Il utilise généralement un ancien nid de campagnol ou de mulot. On peut lui proposer un gîte de substitution en utilisant un pot de fleur retourné que l’on garnit de paille ou à défaut de laine de verre, enterré et dont le trou d’ouverture affleure la surface du sol. Le trou d’ouverture peut être protégé des intempéries par une planche de bois surélevée.
- Le gîte à forficule (perce-oreille)

Les forficules ou perce-oreille sont des prédateurs naturels des pucerons. Ils peuvent donc se révéler très utiles. L’idée de l’abri est simple : on utilise un pot de fleur retourné auquel on attache une ficelle qui permettra de le suspendre dans un arbre. On le garnit de paille, d’écorce ou de fibres de bois, retenus à l’intérieur du pot par un grillage. On peut alors suspendre l’abri sur les branches basses d’un fruitier envahie par les pucerons ou dans une haie. Il est important que la base du pot affleure la végétation au sol pour que les forficules puissent se déplacer librement. Il faut veiller à déplacer le gîte une fois que les forficules ont mangé tous les pucerons pour éviter qu’ils ne s’attaquent aux bourgeons, feuilles et fruits.
- L’abri à chrysope (mouche aux yeux d’or)

Les chrysopes ont besoin d’abris où elles peuvent hiverner à l’abri du gel. Un nichoir en bois peut être parfaitement adapté, à condition qu’il comporte sur l’une des faces plusieurs fentes fines et longues. L’abri peut être fixé à 1,50-2 m du sol.

## Gîtes pour amphibiens
La plupart des amphibiens hibernent à terre durant la saison froide, puis, dès février migrent vers un plan d'eau calme, qui pourra être toute eau lente ou stagnante, où ils vont s'accoupler et pondre. Ensuite alors que les adultes de la majorité des espèces reprennent une vie terrestre, les œufs vont entamer leurs métamorphoses, les têtards apparaissant en 1 à 6 semaines suivant les espèces et la température et le stade adulte étant atteint en 2 à 4 mois.
De ce fait, ils ont besoin d'une eau calme, lente ou stagnante, non polluée. Il est important pour leur survie de conserver ou de recréer les mares et les trous d'eau dans les fossés ou autres lieux humides.
Alors qu'ils délaissent les forêts de résineux, ils se plaisent sous les feuillus et pour leur hibernation il est utile de prévoir des tas de pierres et des tas de feuilles. Il est impératif de ne pas enlever ou brûler ces feuilles avant mars, sinon on risque de déranger et même de tuer des amphibiens encore endormis (crapauds et salamandres en particulier).